# Spiraaltunnel Drammen
De Spiraaltunnel Drammen is een in een berg geboorde tunnel in Drammen in de Noorse provincie Viken. Met 6 haarspeldbochten gaat hij in spiraalvorm van 50 m tot 213 m hoogte, over een lengte van 1.650 m. Boven bevindt zich een plateau met het openluchtmuseum 'Spiraltoppen'.
De tunnel werd in 1961 geopend ter gelegenheid van de feesten van de 150e verjaardag van Drammen. 
Er wordt tol gevraagd.